# Museo di storia naturale (Londra)
Il Museo di storia naturale (Natural History Museum) è uno dei tre grandi musei situati a Kensington nella Cromwell Road, a Londra (gli altri sono il Museo della scienza e il Victoria and Albert Museum).
Ospita circa 80 milioni di reperti organizzati in cinque collezioni principali: botanica, entomologia, mineralogia, paleontologia e zoologia.
L'ingresso è gratuito, tuttavia per accedere ad alcune stanze è necessario pagare.

## Storia
Le prime collezioni ospitate nel museo furono vendute dal medico irlandese sir Hans Sloane (1660–1753) al governo britannico, ad un prezzo di realizzo che era di molto inferiore alle quotazioni di mercato dell'epoca e venne finanziato tramite una lotteria. La collezione di Sloane, che comprendeva piante essiccate e scheletri di animali e umani, fu esposta per la prima volta nel 1756 a Montagu House, nei pressi di Bloomsbury, futura sede del British Museum.
Gran parte della collezione Sloane scomparve nei primi decenni del diciannovesimo secolo. George Shaw (custode del museo dal 1806 al 1813) vendette molti esemplari al Royal College of Surgeons e fece periodicamente cremazioni di materiale nel parco del museo. I suoi successori hanno anche chiesto ai fiduciari l'autorizzazione a distruggere esemplari decomposti. Il rapporto annuale del 1833 afferma che non rimaneva nessuno dei 5 500 insetti elencati nel catalogo di Sloane. Il Museo di Storia Naturale ebbe un danno di immagine che indusse il Tesoro a revocargli l'autorizzazione a custodire gli esemplari raccolti a spese del governo.
J. E. Grey, custode della sezione zoologica dal 1840 al 1874, lamentava in quegli anni l'incidenza delle malattie mentali fra il personale: George Shaw ad esempio paventò di mettere mano su qualsiasi esemplare che non fosse catalogato nella dodicesima edizione del Systema Naturae di Linneo; un altro dipendente aveva invece rimosso tutte le etichette e i numeri di registrazione dai reperti entomologici, classificati da un collega. L'enorme collezione di conchiglie curata da Hugh Cuming fu acquisita dal museo e la stessa moglie di Gray trasportò i vassoi aperti lungo il cortile nel corso di una tempesta, che spazzò via tutti i dati di catalogazione, danneggiando in modo irreparabile i reperti.
Nel 1835, davanti ad una commissione parlamentare d'inchiesta, sir Henry Ellis affermò che il bibliotecario principale, Antonio Panizzi, e i suoi colleghi più esperti stavano portando avanti da anni una politica che non valorizzava in alcun modo il patrimonio scientifico e di storia naturale dell'istituzione. Per tali motivi, il paleontologo inglese Richard Owen fu nominato nel 1856 quale sovrintendente preposto a tali aree tematiche della collezione museale. Bill Bryson commentò i cambiamenti introdotti con le seguenti parole: "rendendo il Museo di Storia Naturale un'istituzione per tutti, Owen ha trasformato le nostre aspettative riguardo allo scopo e al'utilità dei musei".

### Sede del museo

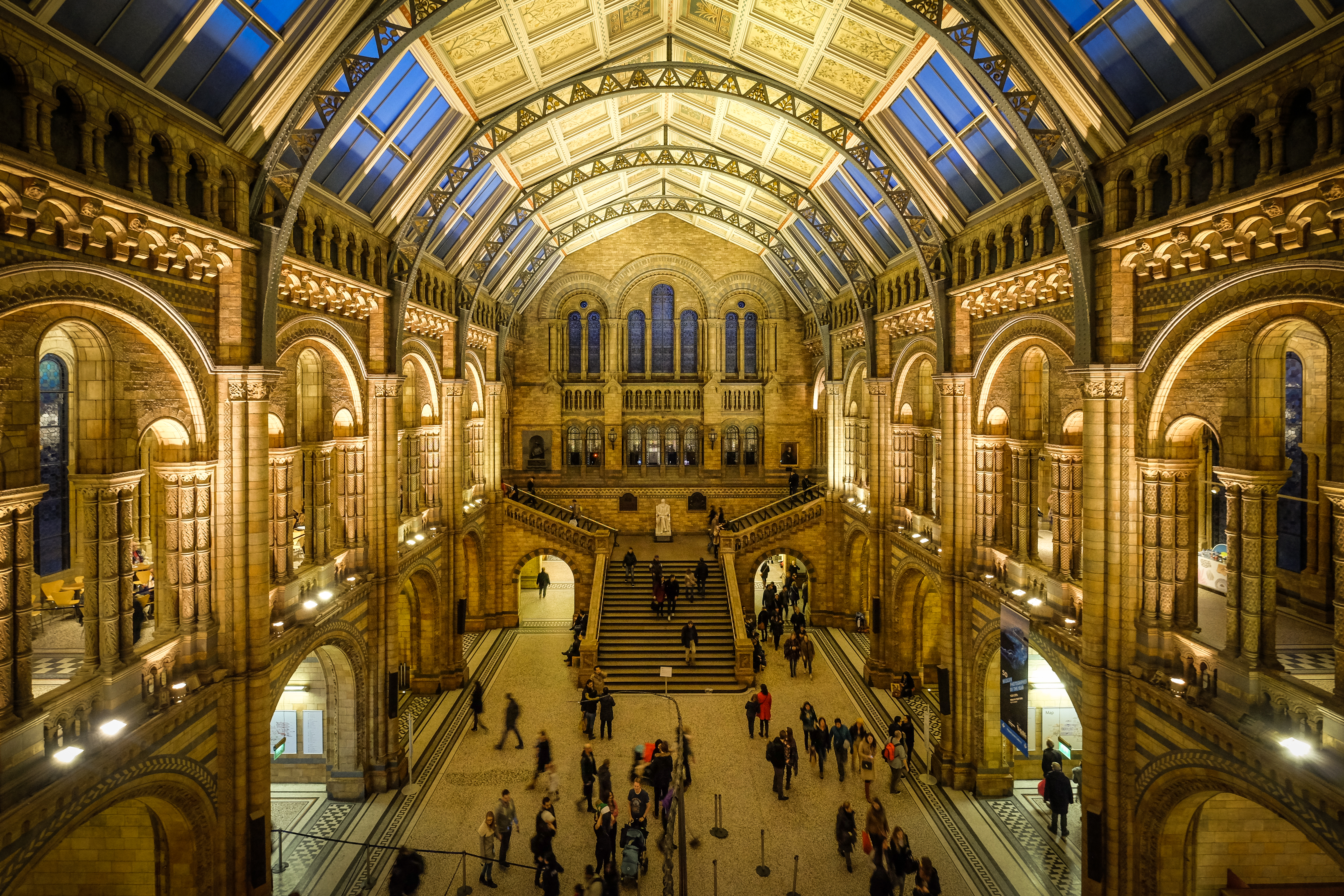
La hall centrale del museo

Convinto che fossero necessari spazi più ampi per ospitare le sezioni di storia naturale, Owen acquistò degli appezzamenti di terreno a South Kensington e nel 1864 bandì un concorso internazionale, vinto dal progetto di Francis Fowke (1823-1865), capitano dell'esercito. ingegnere civile e architetto. Alfred Waterhouse aggiunse due facciate in stile neoromanico, ispirate alle sue frequenti visite nel Continente. I progetti originali prevedevano la costruzione di due ali laterali dell'edificio principale, ma furono accantonati per motivi di bilancio; al loro posto, furono in seguito edificate le Gallerie della Terra e dal Centro Darwin.
I lavori iniziarono nel 1873 e furono completati nel 1880. Il nuovo museo fu inaugurato nel 1881, anche se il trasferimento dal vecchio museo non fu completato fino al 1883.
Sia gli interni, sia gli esterni dell'edificio di Waterhouse fanno ampio uso di piastrelle in terracotta, prodotte dalla società con sede a Tamworth di Gibbs e Canning Limited, in grado di resistere all'inquinamento atmosferico della Londra vittoriana. Le piastrelle e i mattoni presentano molte sculture con motivi a rilievo di flora e fauna, relativi a specie viventi ed estinte custodite rispettivamente nelle ali ovest e est dell'edificio. Questa esplicita separazione delle due categorie, richiesta da Owen, fu vista all'epoca come un rigetto della teoria darwiniana della selezione naturale.
L'asse centrale del museo è allineato con la torre dell'Imperial College di Londra (ex Istituto Imperiale), la Royal Albert Hall e l'Albert Memorial più a nord. Questi fanno tutti parte del complesso noto colloquialmente come "Albertopolis".

### Nome
Dopo l'apertura, il Museo di storia naturale rimase dal punto di vista legale una sede distaccata del British Museum, il cui nome ufficiale era British Museum (Natural History), abbreviato nella letteratura scientifica come BM (NH). Nel 1866 fu presentata una petizione al Cancelliere dello Scacchiere, firmata dai capi delle società reali, linnee e zoologiche, nonché da naturalisti come Darwin, Wallace e Huxley, per chiedere la concessione dell'autonomia al Museo di Storia Naturale dal British Museum. La petizione aprì un acceso dibattito durato più di un secolo. Con l'approvazione del British Museum Act del 1963, il British Museum (Natural History) divenne un'istituzione indipendente con un proprio consiglio di fondazione, ma con il vecchio nome, per il quale alla Camera dei Lord era stata proposta la modifica. Solamente nel 1989 il museo ebbe facoltà di cambiare la propria denominazione in Natural History Museum, cessando di dover utilizzare il nome di British Museum (Natural history) nella pubblicità e nelle pubblicazioni per i visitatori. Infine, il Museums and Galleries Act del 1992 mutò ufficialmente il nome in Natural History Museum.

## Museo geologico
Nel 1986, il Natural History Museum assorbì l'adiacente Museo Geologico del British Geological Survey, uno dei più antichi musei scientifici monotematici al mondo fondato nel 1835 col nome di Geological Museum, che aveva problemi di spazio nell'area. Il Museo Geologico divenne notorietà all'NHM per le mostre, ospitando il modello di vulcano attivo, una macchina per terremoti ideata James Gardner e la prima esposizione al mondo potenziata dal computer, intitolata Treasures of the Earth.
Nel 1996, le gallerie del museo sono state completamente ricostruite e rilanciate come The Earth Galleries, mentre le esposizioni ospitate dall'edificio di Waterhouse furono ribattezzate The Life Galleries. Le mostre di mineralogia del Museo di storia naturale rimasero sostanzialmente invariate, testimonianza delle tecniche espositive impiegate al Waterhouse nel XIX secolo.
L'atrio centrale progettato da Neal Potter ha superato la riluttanza dei visitatori a visitare le gallerie superiori, "attraendoli" con un modello della Terra formato da piastre disposte a caso su una scala mobile. Il nuovo design ha rivestito le pareti in ardesia riciclata e ha sabbiato le principali stelle e pianeti sul muro. Le mostre geologiche "a stella" del museo sono esposte all'interno delle mura. Sei figure iconiche introducevano a un percorso espositivo che mostra come le generazioni precedenti hanno visto la Terra, ma alla fine del 2015 furono sostituiti dall'esposizione di un modello di scheletro Stegosaurus.

### Darwin Centre
Il Centro Darwin ospita una collezione di esemplari, spazi di lavoro del personale scientifico del museo e l'opportunità di esperienze educative per i visitatori. Costruito in due fasi distinte, con due nuovi edifici adiacenti all'edificio principale del Waterhouse, rappresenta l'ampliamento più significativo nella storia del museo.
La prima area fu aperta al pubblico nel 2002 con organismi conservati nell'alcool, detta Spirit Collection, che offre ai turisti la possibilità di prendere visione di oggetti non esposti a pagamento e di visitarli dietro le quinte.
La seconda area fu inaugurata a settembre del 2008 e aperta al pubblico un anno dopo. Progettata dallo studio di architettura danese C. F. Møller Architects a forma di un gigantesco bozzolo di otto piani, ospita le collezioni di entomologia e quelle botaniche.

Una nota attrattiva del centro è il calamaro gigante lungo 8,62 metri, chiamato affettuosamente Archie.

## Edificio

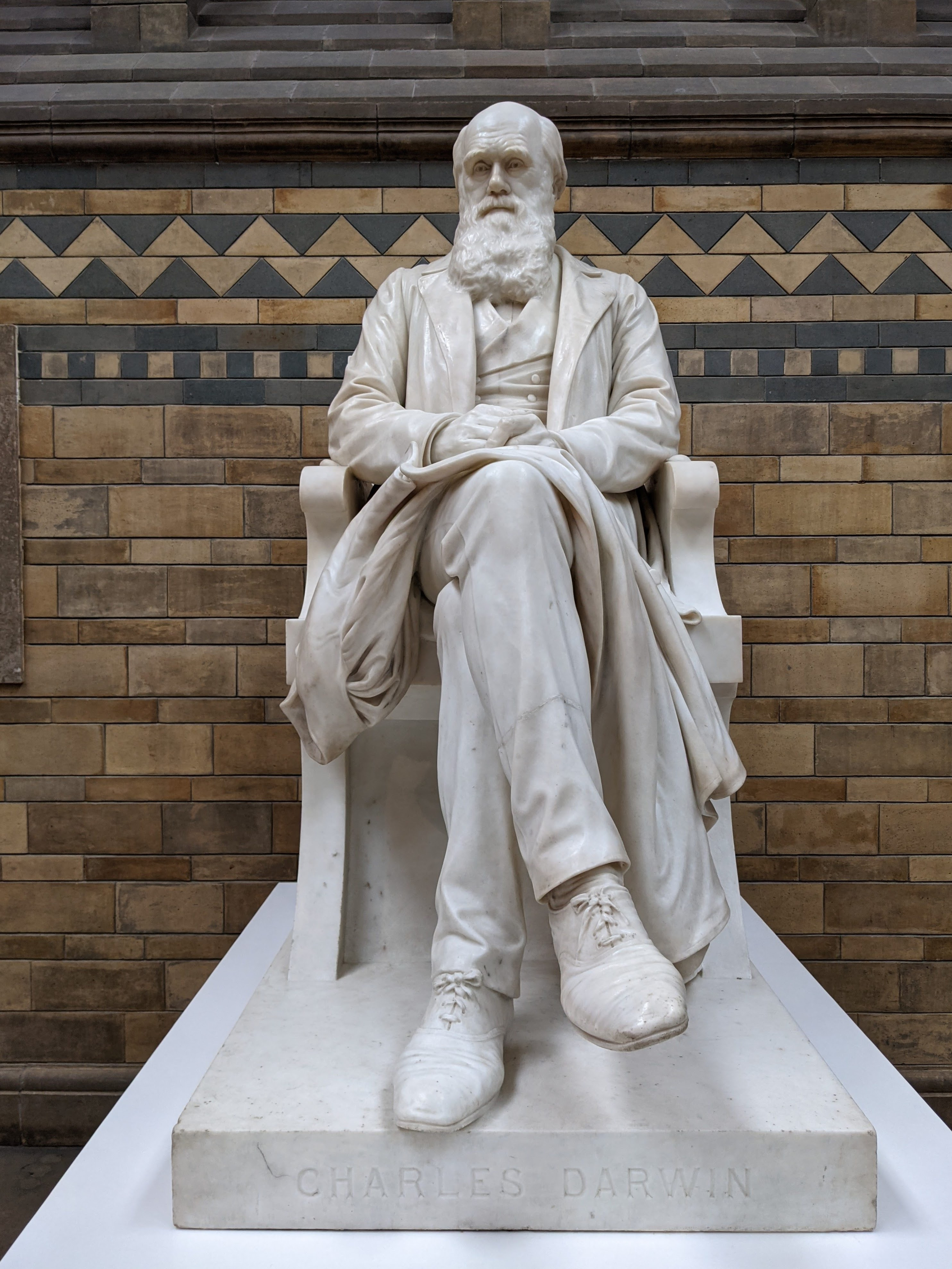
Statua di Darwin, realizzata da Joseph Edgar Boehm nel 1885.

L'edificio risale al 1870 e fu costruito, appositamente per accogliere le collezioni di storia naturale nazionali, su richiesta di Richard Owen sovrintendente dei dipartimenti di storia naturale del British Museum. Il trasferimento dal British Museum all'attuale sede, incominciato nel 1881, richiese più di un anno di tempo; l'ultima collezione trasferita fu quella di zoologia che richiese 94 giorni.
Il museo conta, dislocate su 4 piani, più di 33 sale espositive anche di grandi dimensioni; queste sale sono divise in 4 zone: zona rossa; zona verde; zona blu; e zona arancione. 
- Nella Zona rossa sono presenti le sale intitolate: Laboratorio della Terra; la Terra Oggi e Domani; Tesori della Terra; Dal Principio; Impronte che durano; La Forza Dentro; Superficie che non riposa.
- Nella Zona verde sono presenti le sale intitolate: Ecologia; Galleria Waterhouse; The Vault; Rettili Marini Fossili; Sequoia Gigante; Centro Indagini; Albero; Primati; Noi e L'evoluzione; Minerali e Meteoriti; Animaletti Striscianti; Uccelli.
- Nella Zona blu sono presenti le sale intitolate: Dinosauri; Pesci, Anfibi e Rettili; Biologia Umana; Immagini della Natura; Galleria Jerwood; Invertebrati Marini; Mammiferi (2 sale).
- Nella Zona arancione sono presenti le sale intitolate: Bozzolo; Lo Studio Attenborough; Edificio di Zoologia; Il Giardino della Natura (con entrata esterna).